# Wereldkampioenschappen badminton 2014/Gemengd dubbelspel
De 21ste wereldkampioenschappen badminton werden in 2014 van 25 tot en met 31 augustus gehouden in de Deense hoofdstad Kopenhagen. Het toernooi in het gemengd dubbelspel werd gewonnen door Zhang Nan en Zhao Yunlei uit China.

## Plaatsingslijst
| Nr. | Speler                                      | Prestatie    | Uitgeschakeld door           | Nr. | Speler                                    | Prestatie    | Uitgeschakeld door                          |
| --- | ------------------------------------------- | ------------ | ---------------------------- | --- | ----------------------------------------- | ------------ | ------------------------------------------- |
| 1.  | Zhang Nan Zhao Yunlei                       | Winnaar      | niet van toepassing          | 9.  | Danny Bawa Chrisnanta Yu Yan Vanessa Neo  | Derde ronde  | Xu Chen Ma Jin                              |
| 2.  | Xu Chen Ma Jin                              | Finalist     | Zhang Nan Zhao Yunlei        | 10. | Lu Kai Huang Yaqiong                      | Kwartfinale  | Liu Cheng Bao Yixin                         |
| 3.  | Joachim Fischer Nielsen Christinna Pedersen | Halve finale | Xu Chen Ma Jin               | 11. | Lee Chun Hei Chau Hoi Wah                 | Kwartfinale  | Xu Chen Ma Jin                              |
| 4.  | Chris Adcock Gabrielle Adcock               | Derde ronde  | Liu Cheng Bao Yixin          | 12. | Robert Blair Imogen Bankier               | Tweede ronde | Anatoliy Yartsev Evgeniya Kosetskaya        |
| 5.  | Ko Sung-hyun Kim Ha-na                      | Derde ronde  | Lu Kai Huang Yaqiong         | 13. | Kenichi Hayakawa Misaki Matsutomo         | Tweede ronde | Anders Kristiansen Julie Houmann            |
| 6.  | Michael Fuchs Birgit Michels                | Derde ronde  | Lee Chun Hei Chau Hoi Wah    | 14. | Liu Cheng Bao Yixin                       | Halve finale | Zhang Nan Zhao Yunlei                       |
| 7.  | Sudket Prapakamol Saralee Thoungthongkam    | Kwartfinale  | Zhang Nan Zhao Yunlei        | 15. | Riky Widianto Puspita Richi Dili          | Derde ronde  | Zhang Nan Zhao Yunlei                       |
| 8.  | Markis Kido Pia Zebadiah Bernadeth          | Tweede ronde | Praveen Jordan Debby Susanto | 16. | Maneepong Jongjit Sapsiree Taerattanachai | Derde ronde  | Joachim Fischer Nielsen Christinna Pedersen |

## De wedstrijden

### Laatste 8
|  | Kwartfinale | Kwartfinale                                 | Kwartfinale         | Kwartfinale    | Kwartfinale |                           |                       | Halve finale                                | Halve finale | Halve finale | Halve finale | Halve finale |  |  | Finale | Finale                | Finale | Finale | Finale |
|  |             |                                             |                     |                |             |                           |                       |                                             |              |              |              |              |  |  |        |                       |        |        |        |
|  | 1           | Zhang Nan Zhao Yunlei                       | 21                  | 21             |             |                           |                       |                                             |              |              |              |              |  |  |        |                       |        |        |        |
|  | 7           | Sudket Prapakamol Saralee Thoungthongkam    | 13                  | 9              |             |                           |                       |                                             |              |              |              |              |  |  |        |                       |        |        |        |
|  | 7           | Sudket Prapakamol Saralee Thoungthongkam    | 13                  | 9              |             | 1                         | Zhang Nan Zhao Yunlei | 21                                          | 21           |              |              |              |  |  |        |                       |        |        |        |
|  |             |                                             |                     |                |             | 1                         | Zhang Nan Zhao Yunlei | 21                                          | 21           |              |              |              |  |  |        |                       |        |        |        |
|  |             | 14                                          | Liu Cheng Bao Yixin | 15             | 13          |                           |                       |                                             |              |              |              |              |  |  |        |                       |        |        |        |
|  | 14          | 14                                          | Liu Cheng Bao Yixin | 15             | 13          | Liu Cheng Bao Yixin       | 21                    | 21                                          |              |              |              |              |  |  |        |                       |        |        |        |
|  | 14          |                                             |                     |                |             | Liu Cheng Bao Yixin       | 21                    | 21                                          |              |              |              |              |  |  |        |                       |        |        |        |
|  | 10          | Lu Kai Huang Yaqiong                        | 14                  | 17             |             |                           |                       |                                             |              |              |              |              |  |  |        |                       |        |        |        |
|  |             |                                             |                     |                |             |                           |                       |                                             |              |              |              |              |  |  | 1      | Zhang Nan Zhao Yunlei | 21     | 21     | 21     |
|  |             |                                             | 2                   | Xu Chen Ma Jin | 12          | 23                        | 13                    |                                             |              |              |              |              |  |  |        |                       |        |        |        |
|  |             | Praveen Jordan Debby Susanto                | 12                  | 22             | 18          |                           |                       |                                             |              |              |              |              |  |  |        |                       |        |        |        |
|  | 3           | Joachim Fischer Nielsen Christinna Pedersen | 21                  | 20             | 21          |                           |                       |                                             |              |              |              |              |  |  |        |                       |        |        |        |
|  | 3           | Joachim Fischer Nielsen Christinna Pedersen | 21                  | 20             | 21          |                           | 3                     | Joachim Fischer Nielsen Christinna Pedersen | 15           | 9            |              |              |  |  |        |                       |        |        |        |
|  |             |                                             |                     |                |             |                           | 3                     | Joachim Fischer Nielsen Christinna Pedersen | 15           | 9            |              |              |  |  |        |                       |        |        |        |
|  |             | 2                                           | Xu Chen Ma Jin      | 21             | 21          |                           |                       |                                             |              |              |              |              |  |  |        |                       |        |        |        |
|  | 11          | 2                                           | Xu Chen Ma Jin      | 21             | 21          | Lee Chun Hei Chau Hoi Wah | 18                    | 11                                          |              |              |              |              |  |  |        |                       |        |        |        |
|  | 11          |                                             |                     |                |             | Lee Chun Hei Chau Hoi Wah | 18                    | 11                                          |              |              |              |              |  |  |        |                       |        |        |        |
|  | 2           | Xu Chen Ma Jin                              | 21                  | 21             |             |                           |                       |                                             |              |              |              |              |  |  |        |                       |        |        |        |

Mannen enkelspel · 
Vrouwen enkelspel · 
Mannen dubbelspel · 
Vrouwen dubbelspel · 
Gemengd dubbelspel